# ナショナルブランド
ナショナルブランドは、メーカーが商品につけたブランドのことで、プライベートブランドの対義語として用いられる流通業界の専門用語である。

## 概要
テレビCM等の宣伝で、固有名詞としての商品名を持ち、広く国民（消費者）に知られていることが多く、また全国どこでも入手できるような汎用ブランドのことである。

## ナショナルブランドとプライベートブランド
ナショナルブランドは、消費者から見れば、信頼できる企業が生産した商品ならば安心して買うことができ、そのため幾分高価であっても販売競争力を持つと考えられ、そのようなナショナルブランドは価値が高いと見なされるが、どこの地域・店でも購入できる点で商品差別性がなく、流通過程の競争原理が働くことで価格を下げざるを得なくなり、販売側にとっては利幅が薄くなることも少なくない。
一方、大手卸、大手小売チェーン、食品スーパーなど、販売する側の小売業者がつけた独自のブランドをプライベートブランドという。
大手小売業者はコストの低いPB商品を開発・販売することで、安い価格でも収益を確保している。集客面からNB商品も欠かせないが、大抵の場合は両者を同じ売場に並べることで、NBの信頼感・高級感と、PBの割安感が互いに強調され、購買意欲につながるようにしている。
一例を挙げると、日清食品のカップヌードル、大塚食品のボンカレー、ハウスのジャワカレー、スプーン印上白糖、タカラ本みりん、キッコーマン醤油、味の素のほんだし、日清サラダ油、雪印北海道バター、キユーピーマヨネーズ、明治おいしい牛乳、キリン一番搾り生ビール、ピュリナフリスキーなどがナショナルブランド商品である。一方、例えばダイエーのsavingsシリーズはプライベートブランドでありナショナルブランド商品ではない。スーパーのグラム売りの精肉、鮮魚、野菜などもナショナルブランド商品ではない(そもそもブランディングされていない)。